# Mistrzostwa Europy w Piłce Nożnej Kobiet 1984 (eliminacje)
Eliminacje do Mistrzostw Europy w Piłce Nożnej Kobiet 1984.

## Format eliminacji
W eliminacjach brało udział 16 reprezentacji narodowych, które zostały rozlosowane do 4 grup, w których występują po cztery zespoły. Najlepsza drużyna z każdej z 4 grup zakwalifikowała się do Mistrzostw Europy. Każda z grup została podzielona według położenia geograficznego państw.

## Grupy
Opracowano na podstawie:
Legenda:
- Pkt – liczba punktów
- M – liczba meczów
- W – zwycięstwa (wygrane mecze)
- R – remisy
- P – porażki
- Br+ – bramki strzelone
- Br− – bramki stracone
- +/− – różnica bramek

### Grupa A
| Lp. | Drużyna   | M | Mecze | Mecze | Mecze | Bramki | Bramki | Bramki | Pkt |
| Lp. | Drużyna   | M | W     | R     | P     | +      | −      | +/−    | Pkt |
| --- | --------- | - | ----- | ----- | ----- | ------ | ------ | ------ | --- |
| 1.  | Szwecja   | 6 | 6     | 0     | 0     | 26     | 1      | +25    | 12  |
| 2.  | Norwegia  | 6 | 3     | 1     | 2     | 10     | 6      | +4     | 7   |
| 3.  | Finlandia | 6 | 2     | 0     | 4     | 5      | 17     | −12    | 4   |
| 4.  | Islandia  | 6 | 0     | 1     | 5     | 2      | 19     | −17    | 1   |

### Grupa B
| Lp. | Drużyna           | M | Mecze | Mecze | Mecze | Bramki | Bramki | Bramki | Pkt |
| Lp. | Drużyna           | M | W     | R     | P     | +      | −      | +/−    | Pkt |
| --- | ----------------- | - | ----- | ----- | ----- | ------ | ------ | ------ | --- |
| 1.  | Anglia            | 6 | 6     | 0     | 0     | 24     | 1      | +23    | 12  |
| 2.  | Szkocja           | 6 | 3     | 1     | 2     | 9      | 8      | +1     | 7   |
| 3.  | Irlandia          | 6 | 2     | 1     | 3     | 6      | 14     | −8     | 5   |
| 4.  | Irlandia Północna | 6 | 0     | 0     | 6     | 5      | 21     | −16    | 0   |

### Grupa C
| Lp. | Drużyna    | M | Mecze | Mecze | Mecze | Bramki | Bramki | Bramki | Pkt |
| Lp. | Drużyna    | M | W     | R     | P     | +      | −      | +/−    | Pkt |
| --- | ---------- | - | ----- | ----- | ----- | ------ | ------ | ------ | --- |
| 1.  | Włochy     | 6 | 5     | 0     | 1     | 12     | 1      | +11    | 10  |
| 2.  | Francja    | 6 | 2     | 3     | 1     | 4      | 4      | 0      | 7   |
| 3.  | Szwajcaria | 6 | 1     | 3     | 2     | 4      | 6      | −2     | 5   |
| 4.  | Portugalia | 6 | 0     | 2     | 4     | 1      | 10     | −9     | 2   |

### Grupa D
| Lp. | Drużyna  | M | Mecze | Mecze | Mecze | Bramki | Bramki | Bramki | Pkt |
| Lp. | Drużyna  | M | W     | R     | P     | +      | −      | +/−    | Pkt |
| --- | -------- | - | ----- | ----- | ----- | ------ | ------ | ------ | --- |
| 1.  | Dania    | 6 | 3     | 2     | 1     | 8      | 5      | +3     | 8   |
| 2.  | Holandia | 6 | 2     | 2     | 2     | 12     | 9      | +3     | 6   |
| 3.  | Belgia   | 6 | 1     | 3     | 2     | 7      | 12     | −5     | 5   |
| 4.  | RFN      | 6 | 0     | 5     | 1     | 6      | 7      | −1     | 5   |